# Anolis anatoloros
Anolis anatoloros — вид ігуаноподібних ящірок родини анолісових (Dactyloidae). Ендемік Венесуели.

## Поширення і екологія
Anolis anatoloros мешкають на південно-східних схилах гір Кордильєра-де-Мерида в штатах Баринас, Португеса і Трухільйо, можливо, також в штаті Мерида. Вони живуть в гірських тропічних лісах, трапляються на узліссях і кавових плантаціях, на висоті від 1400 до 2000 м над рівнем моря.